# 高知県立県民文化ホール
高知県立県民文化ホール（こうちけんりつけんみんぶんかホール）は高知県高知市にある多目的ホール。

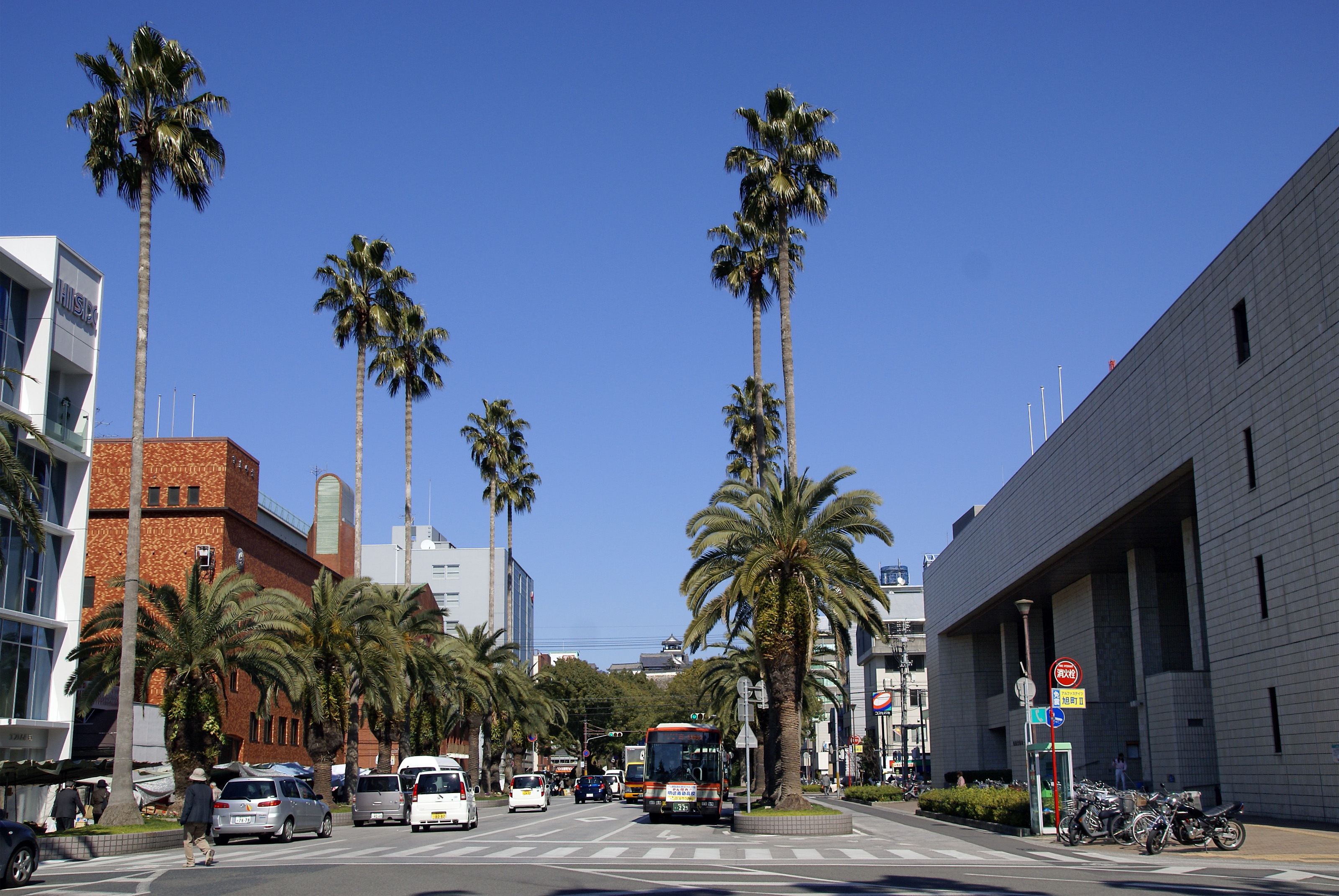
木曜市が開催される大通りに面して建つ

## 概要
ホール建物は高知市立中央公民館との複合ビルであり、事業主体は高知県、指定管理者は高知県立県民文化ホール共同企業体。
オレンジホール（大ホール）とグリーンホール（小ホール）があり、オレンジホールは1507席という高知県下最大の多目的ホールである。可動式天井を採用しており、天井が上下することで残響時間の調整ができることから、クラシック音楽からコンベンションまで幅広い用途への対応が可能となっている。
また高知城の南、旧山内家下屋敷長屋など江戸時代の建築や旧跡が数多く残る城下町の本町に位置することから、高さを抑えるなど、周辺環境に配慮されたものとなっている。

## 施設
- オレンジホール（大ホール）
  - 座席数 - 1,507席（1階：1,001席、2階：506席）
  - 舞台（間口18m、奥行15m 高さ7.5-9.0m、 スノコ高20m）
- グリーンホール（小ホール）
  - 座席数 - 500席
  - 舞台（間口13m、奥行9m 高さ6.0m）
- 楽屋
  - 第一楽屋:8.0m2、 第二楽屋:8.0m2、第三楽屋:8.0m2、第四楽屋:23.0m2、第五楽屋:43.5m2、第六楽屋:33.5m2、第七楽屋:37.5m2
- リハーサル室:150m2
- 託児所:30.0m2

## 建築概要
- 起工 - 1975年3月24日
- 竣工 - 1976年9月30日
- 構造・規模 - SRC造、地下1階、地上4階建
- 敷地面積 - 5,288.15m2
- 建築面積 - 4,701.627m2

## 交通アクセス
- とさでん交通 県庁前停留場 徒歩8分

## 周辺
- 高知三翠園温泉
- FM高知